# Dibamus booliati
Dibamus booliati är en ödleart som beskrevs av Das och Yaakob 2003. Dibamus booliati ingår i släktet Dibamus och familjen blindödlor. Inga underarter finns listade i Catalogue of Life.
Arten förekommer på södra Malackahalvön. Den saknar extremiteter. Honor lägger ägg.